# Старий Двур (Лодзинське воєводство)
Старий Двур (пол. Stary Dwór) — село в Польщі, у гміні Рава-Мазовецька Равського повіту Лодзинського воєводства.
Населення — 40 осіб (2011).
У 1975-1998 роках село належало до Скерневицького воєводства.

## Демографія
Демографічна структура станом на 31 березня 2011 року:
|          | Загалом | Допрацездатний вік | Працездатний вік | Постпрацездатний вік |
| -------- | ------- | ------------------ | ---------------- | -------------------- |
| Чоловіки | 22      | 6                  | 12               | 4                    |
| Жінки    | 18      | 3                  | 10               | 5                    |
| Разом    | 40      | 9                  | 22               | 9                    |